# گراکو (فومن)
گراکو ، روستایی کوچک از توابع بخش مرکزی شهرستان فومن در استان گیلان ایران و در فاصله ای کوتاه از قلعه رودخان و ماسوله و مرکز شهر واقع شده است.
از خاندان قدیمی این روستا می توان به خانواده بزرگ پورمحمد اشاره نمود: 
شجره نامه این خاندان عبارت است از: 
عاقل محمد پورمحمد (خان گراکو و للکام)  در صده 200 شمسی
اکبر پورمحمد (پسر ارشد خان) 
نازعلی پورمحمد (نوه خان) 
محمود پورمحمد (نتیجه) 
بیت اله پورمحمد (نبیره خان) 
مهندس مجتبی پورمحمد (ندیده خان) 

## جمعیت
این روستا در دهستان گشت قرار دارد و براساس سرشماری مرکز آمار ایران در سال ۱۳۸۵، جمعیت آن ۳۰۶ نفر (۷۵خانوار) بوده‌است.